# Министерство земельных и природных ресурсов КНР
Министерство земельных и природных ресурсов КНР (кит. трад. 国土资源部) — министерство под юрисдикцией Государственного совета КНР. Оно отвечает за регулирование, управление, сохранение и эксплуатацию природных ресурсов, таких как земля, шахты и океаны.
10 марта 1998 года 9-е Всекитайское собрание народных представителей приняло «План реформы министерств Госсовета». Согласно плану, Министерство геологии и горной промышленности, Государственный комитет национальных земель, Государственное управление национальных океанов, а также Государственного бюро геодезии и картографии объединились в Министерство земельных и природных ресурсов. Государственная администрация национальных океанов и Государственное бюро геодезии и картографии остались существовать как отделы под юрисдикцией новообразованного министерства.